# Yūya Fukuda
Yūya Fukuda (福田 湧矢?, Fukuda Yūya; Kitakyūshū, 4 aprile 1999) è un calciatore giapponese, centrocampista del Tokyo Verdy.

## Statistiche

### Presenze e reti nei club
Statistiche aggiornate al 8 dicembre 2024.
| Stagione                | Club                    | Campionato              | Campionato | Campionato | Coppe nazionali | Coppe nazionali | Coppe nazionali | Coppe continentali | Coppe continentali | Coppe continentali | Altre coppe | Altre coppe | Altre coppe | Totale | Totale |
| Stagione                | Club                    | Comp                    | Pres       | Reti       | Comp            | Pres            | Reti            | Comp               | Pres               | Reti               | Comp        | Pres        | Reti        | Pres   | Reti   |
| ----------------------- | ----------------------- | ----------------------- | ---------- | ---------- | --------------- | --------------- | --------------- | ------------------ | ------------------ | ------------------ | ----------- | ----------- | ----------- | ------ | ------ |
| 2018                    | Gamba Osaka U-23        | J3                      | 22         | 3          | -               | -               | -               | -                  | -                  | -                  | -           | -           | -           | 22     | 3      |
| 2019                    | Gamba Osaka U-23        | J3                      | 11         | 1          | -               | -               | -               | -                  | -                  | -                  | -           | -           | -           | 11     | 1      |
| 2020                    | Gamba Osaka U-23        | J3                      | 1          | 0          | -               | -               | -               | -                  | -                  | -                  | -           | -           | -           | 1      | 0      |
| Totale Gamba Osaka U-23 | Totale Gamba Osaka U-23 | Totale Gamba Osaka U-23 | 34         | 4          |                 | -               | -               |                    | -                  | -                  |             | -           | -           | 34     | 4      |
| 2018                    | Gamba Osaka             | J1                      | 3          | 0          | CG+CdL          | 0+2             | 0               | -                  | -                  | -                  | -           | -           | -           | 5      | 0      |
| 2019                    | Gamba Osaka             | J1                      | 17         | 1          | CG+CdL          | 2+4             | 0               | -                  | -                  | -                  | -           | -           | -           | 23     | 1      |
| 2020                    | Gamba Osaka             | J1                      | 29         | 1          | CG+CdL          | 2+3             | 1+0             | -                  | -                  | -                  | -           | -           | -           | 34     | 2      |
| 2021                    | Gamba Osaka             | J1                      | 14         | 0          | CG+CdL          | 0               | 0               | ACL                | 2                  | 0                  | SG          | 0           | 0           | 16     | 0      |
| 2022                    | Gamba Osaka             | J1                      | 15         | 2          | CG+CdL          | 0+5             | 0               | -                  | -                  | -                  | -           | -           | -           | 20     | 2      |
| 2023                    | Gamba Osaka             | J1                      | 15         | 1          | CG+CdL          | 1+5             | 0+2             | -                  | -                  | -                  | -           | -           | -           | 21     | 3      |
| 2024                    | Gamba Osaka             | J1                      | 7          | 1          | CG+CdL          | 2+0             | 0               | -                  | -                  | -                  | -           | -           | -           | 9      | 1      |
| Totale Gamba Osaka      | Totale Gamba Osaka      | Totale Gamba Osaka      | 100        | 6          |                 | 26              | 3               |                    | 2                  | 0                  |             | 0           | 0           | 128    | 9      |
| 2025                    | Tokyo Verdy             | J1                      | 0          | 0          | CG+CdL          | 0               | 0               | -                  | -                  | -                  | -           | -           | -           | 0      | 0      |
| Totale carriera         | Totale carriera         | Totale carriera         | 134        | 10         |                 | 26              | 3               |                    | 2                  | 0                  |             | 0           | 0           | 162    | 13     |